# Mohamed El Morabet
Mohamed El Morabet (Alhucemas, 1983) es traductor, politólogo y columnista. Nacido en el Rif marroquí pero residente desde su adolescencia en España, pertenece a ese aún reducido grupo de jóvenes escritores de origen magrebí que ya forman parte no solo de la sociedad sino también de la literatura española, al haber elegido la lengua de su país de adopción, un fenómeno ya antiguo y bien asentado en países como Francia, Inglaterra o Alemania, pero todavía reciente en España, donde sobre todo lo representa la catalana Najat El Hachmi.
Licenciado en Ciencias Políticas en la Universidad Nacional de Educación a Distancia (UNED), publica regularmente sus escritos en revistas y suplementos culturales. Reside en Madrid desde 2002.
Un solar abandonado es su primera obra, publicada en 2018 por la editorial Sitara. El invierno de los jilgueros (2022, Galaxia Gutenberg), su segunda novela, ha ganado el XV Premio Málaga de Novela (cuando el jurado dio a conocer el fallo, la novela se titulaba Desierto mar).

## Obras
- Un solar abandonado (2018, Sitara)
- El invierno de los jilgueros (2022, Galaxia Gutenberg)

## Premios
XV Premio Málaga de Novela